# 절댓값

실수 절댓값 함수의 그래프

수학에서 절댓값(絕對값, 영어: absolute value 또는 modulus)은 실수나 복소수가 원점으로부터 떨어진 거리를 나타내는 음이 아닌 실수이다. 실수의 절댓값은 단순히 부호를 무시한 음의 아닌 값이다. 절댓값의 개념의 다양한 일반화가 존재한다. 예를 들어, 실수와 복소수의 절댓값은 1차원 노름 공간 위의 노름을 이루며, 실수체와 복소수체의 대수적 절댓값을 이룬다.

## 정의

### 실수의 경우

실수선 위에서, 실수 -3과 실수 0 사이의 거리는 3이다.

실수 {\displaystyle x\in \mathbb {R} }의 절댓값 {\displaystyle |x|\in [0,\infty )}은 다음과 같이 정의된다.
{\displaystyle |x|={\sqrt {x^{2}}}={\begin{cases}x&x>0\\0&x=0\\-x&x<0\end{cases}}}
여기서
- {\displaystyle x^{2}}는 {\displaystyle x}의 제곱이다.
- {\displaystyle {\sqrt {x^{2}}}}는 {\displaystyle x^{2}}의 주 제곱근이다.
- {\displaystyle -x}는 {\displaystyle x}의 반수이다.

즉, 실수의 절댓값은 그 실수의 숫자 부분만 남겨두고 부호를 버려 얻는 음이 아닌 실수이다. 실수선 위에서 보면, 이는 실수와 0 사이의 거리와 같다.

### 복소수의 경우

복소평면 위에서, 복소수 z의 절댓값은 원점과의 거리 r와 같다. 모든 복소수 z의 절댓값과 그 켤레 복소수 의 절댓값은 서로 같다.

복소수 {\displaystyle z\in \mathbb {C} }의 절댓값 {\displaystyle |z|\in [0,\infty )}은 다음과 같이 정의된다.
{\displaystyle |z|={\sqrt {z{\bar {z}}}}={\sqrt {(\operatorname {Re} z)^{2}+(\operatorname {Im} z)^{2}}}}
여기서
- {\displaystyle {\bar {z}}}는 {\displaystyle z}의 켤레 복소수이다.
- {\displaystyle \operatorname {Re} z}는 {\displaystyle z}의 실수부이다.
- {\displaystyle \operatorname {Im} z}는 {\displaystyle z}의 허수부이다.

즉, 복소평면에 놓인 복소수의 절댓값은 그 복소수와 원점 사이의 거리를 피타고라스 정리를 사용하여 구한 것과 같다.
이는 실수의 절댓값의 정의와 호환된다. 모든 실수 {\displaystyle x\in \mathbb {R} }에 대하여, 이를 복소수로 여겼을 때, 그 켤레 복소수는 자기 자신과 같다. 즉,
{\displaystyle {\bar {x}}=x}
이다. 따라서,
{\displaystyle {\sqrt {x{\bar {x}}}}={\sqrt {xx}}={\sqrt {x^{2}}}}
이다. 즉, {\displaystyle x}의 실수로서의 절댓값과 복소수로서의 절댓값은 서로 같다. 다른 관점에서, 실수선은 복소평면의 좌표축으로 여길 수 있는데, 이 경우 실수와 원점 사이의 거리는 실수선에 국한되어서 보는지 복소평면에서 보는지와 무관하다. 따라서 실수의 절댓값은 복소수의 절댓값의 특수한 경우이다.

## 성질
실수를 {\displaystyle x,y,a}, (실수일 수도 아닐 수도 있는) 복소수를 {\displaystyle z,w}로 나타내자. 그렇다면, 절댓값의 성질을 다음과 같이 나타낼 수 있다.

### 부등식
복소수의 절댓값은 0 이상이다.
{\displaystyle |z|\geq 0}
복소수의 절댓값은 양의 정부호성을 만족시킨다.
{\displaystyle |z|=0\iff z=0}
복소수의 절댓값은 삼각 부등식을 만족시킨다.
{\displaystyle ||z|-|w||\leq |z+w|\leq |z|+|w|}
{\displaystyle |z+w|=|z|+|w|\iff z{\bar {w}}\geq 0}
실수의 절댓값을 포함하는 몇 가지 실수 부등식의 해는 다음과 같다.
{\displaystyle |x|\leq a\iff -a\leq x\leq a}
{\displaystyle |x|<a\iff -a<x<a}
{\displaystyle |x|=a\iff {\begin{cases}x=\pm a&a\geq 0\\x\in \varnothing &a<0\end{cases}}}
{\displaystyle |x|>a\iff x>a\lor x<-a}
{\displaystyle |x|\geq a\iff x\geq a\lor x\leq -a}

### 항등식
복소수의 절댓값은 곱셈·나눗셈을 보존한다.
{\displaystyle |zw|=|z||w|}
{\displaystyle |z/w|=|z|/|w|\qquad (w\neq 0)}
복소수 절댓값 함수는 멱등 함수이며, 회전 대칭과 반사 대칭을 만족시킨다. 특히, 실수 절댓값 함수는 짝함수이다.
{\displaystyle ||z||=|z|}
{\displaystyle |-z|=|z|}
{\displaystyle |{\bar {z}}|=|z|}

### 미분
실수 절댓값 함수는 0이 아닌 모든 실수점에서 해석 함수이다. 그 도함수는 다음과 같다.
{\displaystyle {\frac {d}{dx}}|x|=\operatorname {sgn} x\qquad (x\neq 0)}
복소수 절댓값 함수는 모든 복소수에서 연속 함수이지만, 모든 복소수점에서 비(非) 복소 미분 가능 함수이다. 이는
{\displaystyle {\frac {|z|-|z_{0}|}{z-z_{0}}}={\frac {1}{|z|+|z_{0}|}}\left(z{\frac {\overline {z-z_{0}}}{z-z_{0}}}+{\bar {z}}_{0}\right)\qquad (z_{0}\in \mathbb {C} )}
가 {\displaystyle z\to z_{0}}에서 항상 발산하기 때문이다.

## 응용

### 복소수의 극형식
0이 아닌 복소수에 대하여, 절댓값은 복소수가 원점으로부터 떨어진 거리, 편각은 복소수가 가로축으로부터 회전한 각도를 뜻하므로, 0이 아닌 복소수는 절댓값과 편각으로부터 유일하게 결정된다. 구체적으로, 복소수 {\displaystyle z\neq 0}는 절댓값 {\displaystyle |z|}과 편각 {\displaystyle \operatorname {arg} z}을 사용하여 다음과 같은 꼴로 나타낼 수 있다. 이를 복소수의 극형식이라고 한다.
{\displaystyle z=|z|(\cos \operatorname {arg} z+i\sin \operatorname {arg} z)=|z|e^{i\operatorname {arg} z}}

### 거리 공간 구조
실수의 절댓값이 0과의 거리를 뜻하듯이, 실수선 위의 두 실수 {\displaystyle x,y} 사이의 거리 {\displaystyle d(x,y)}는 절댓값을 통해 다음과 같이 나타낼 수 있다.
{\displaystyle d(x,y)=|x-y|={\begin{cases}x-y&x>y\\0&x=y\\y-x&x<y\end{cases}}}
보다 일반적으로, 복소수의 절댓값이 원점과의 거리를 뜻하듯이, 복소평면 위의 두 복소수 {\displaystyle z,w} 사이의 거리 {\displaystyle d(z,w)}는 절댓값을 통해 다음과 같이 나타낼 수 있다.
{\displaystyle d(z,w)=|z-w|={\sqrt {(\operatorname {Re} z-\operatorname {Re} w)^{2}+(\operatorname {Im} z-\operatorname {Im} w)^{2}}}}
이는 복소평면 위의 두 점의 연결선을 빗변으로 하고, 두 빗변이 각각 두 좌표축과 평행하는 직각 삼각형에 피타고라스 정리를 적용한 결과와 같다. 추상대수학의 관점에서, 실수와 복소수의 절댓값은 모두 거리 공간 구조를 부여한다. 사실, 절댓값은 노름 공간 구조를 부여하며, 모든 노름 공간은 표준적인 거리 공간 구조를 갖춘다.

## 관련 개념

### 노름
노름은 벡터 공간에 정의되며, 음이 아닌 실숫값을 취하며, 양의 정부호성을 만족시키며, 양의 동차성을 만족시키며, 삼각 부등식을 만족시키는 함수이다. 실수체와 복소수체는 벡터 공간의 특수한 경우이므로, 실수 또는 복소수의 절댓값은 노름의 특수한 경우이다. 모든 노름 {\displaystyle x\mapsto \Vert x\Vert }는 표준적인 거리 함수 {\displaystyle (x,y)\mapsto \Vert x-y\Vert }를 유도한다.

### 정역 위의 절댓값
정역 위의 절댓값은, 정역에 정의되며, 음이 아닌 실숫값을 취하며, 양의 정부호성을 만족시키며, 곱셈을 보존하며, 삼각 부등식을 만족시키는 함수이다. 모든 체는 정역이므로, 실수 또는 복소수의 절댓값은 정역 위의 절댓값의 특수한 경우이다. 모든 정역 위의 절댓값 {\displaystyle x\mapsto |x|}는 표준적인 거리 함수 {\displaystyle (x,y)\mapsto |x-y|}를 유도한다.

## 참고 문헌
- Nahin, Paul J.; An Imaginary Tale; Princeton University Press; (hardcover, 1998). ISBN 0-691-02795-1
- O’Connor, John J.; Robertson, Edmund F. “Jean Robert Argand”. 《MacTutor History of Mathematics Archive》 (영어). 세인트앤드루스 대학교.
- Schechter, Eric; Handbook of Analysis and Its Foundations, pp 259–263, "Absolute Values",  Academic Press (1997) ISBN 0-12-622760-8